# 황산서초등학교
황산서초등학교는 대한민국 전라남도 해남군 황산면 초월길 66 (외입리)에 있었던 공립 초등학교이다.

## 연혁
- 1968년 9월 12일 황산국민학교 외입분교장 개교
- 1970년 3월 1일 황산서국민학교 승격
- 1985년 3월 1일 병설유치원 개원
- 1996년 3월 1일 황산서초등학교로 개칭
- 1999년 2월 19일 제27회 졸업식(총 1359명)
- 1999년 9월 1일 황산초등학교로 통합